# Pantydia sparsa
Pantydia sparsa là một loài bướm đêm trong họ Erebidae.

## Hình ảnh

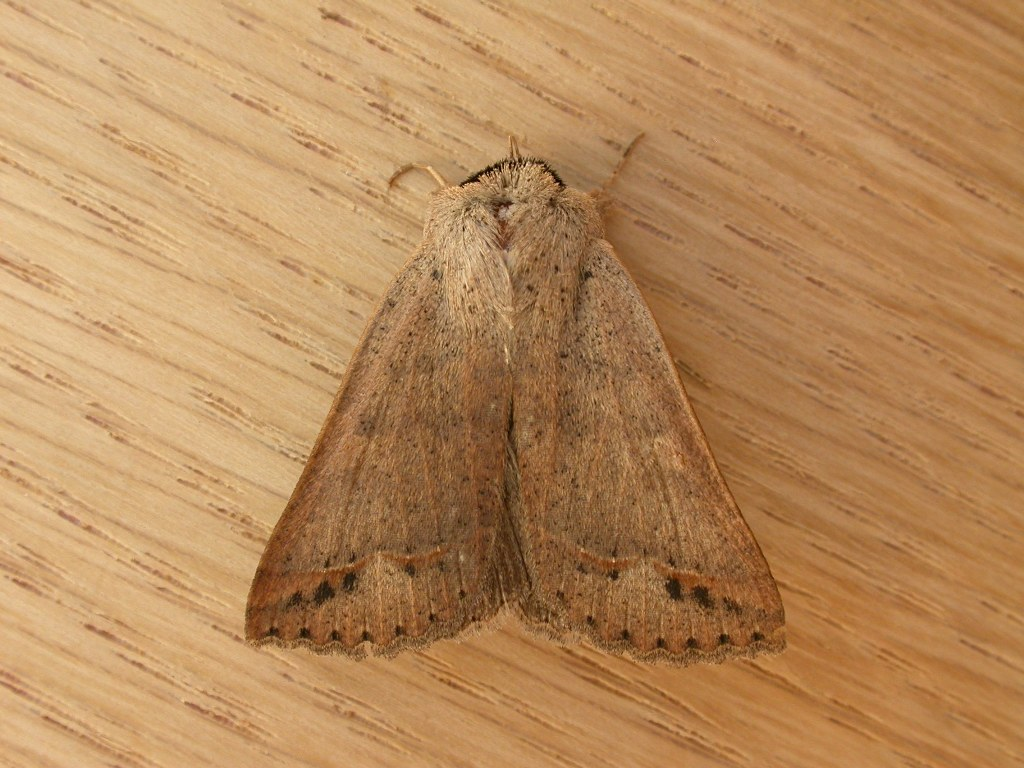
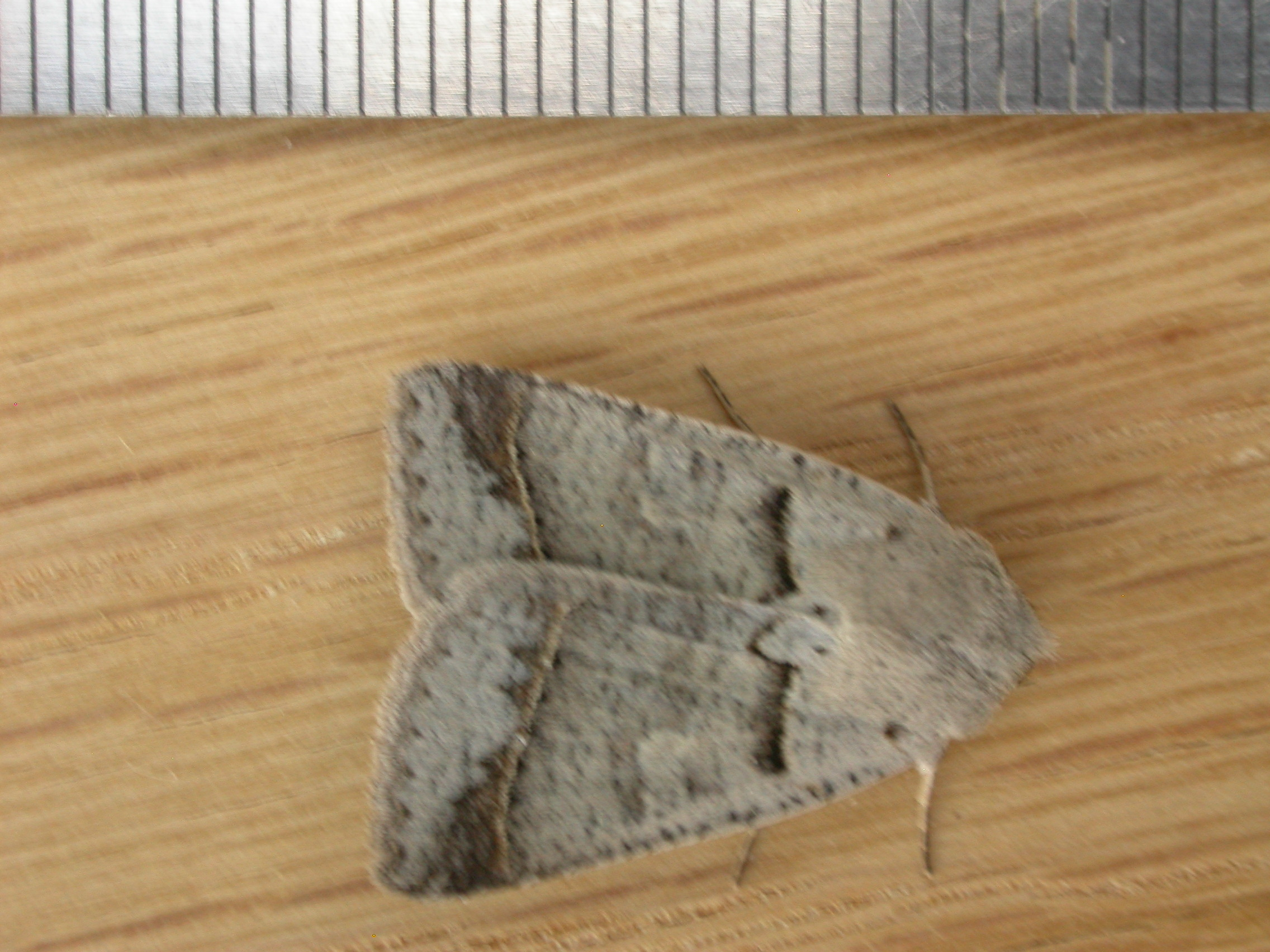
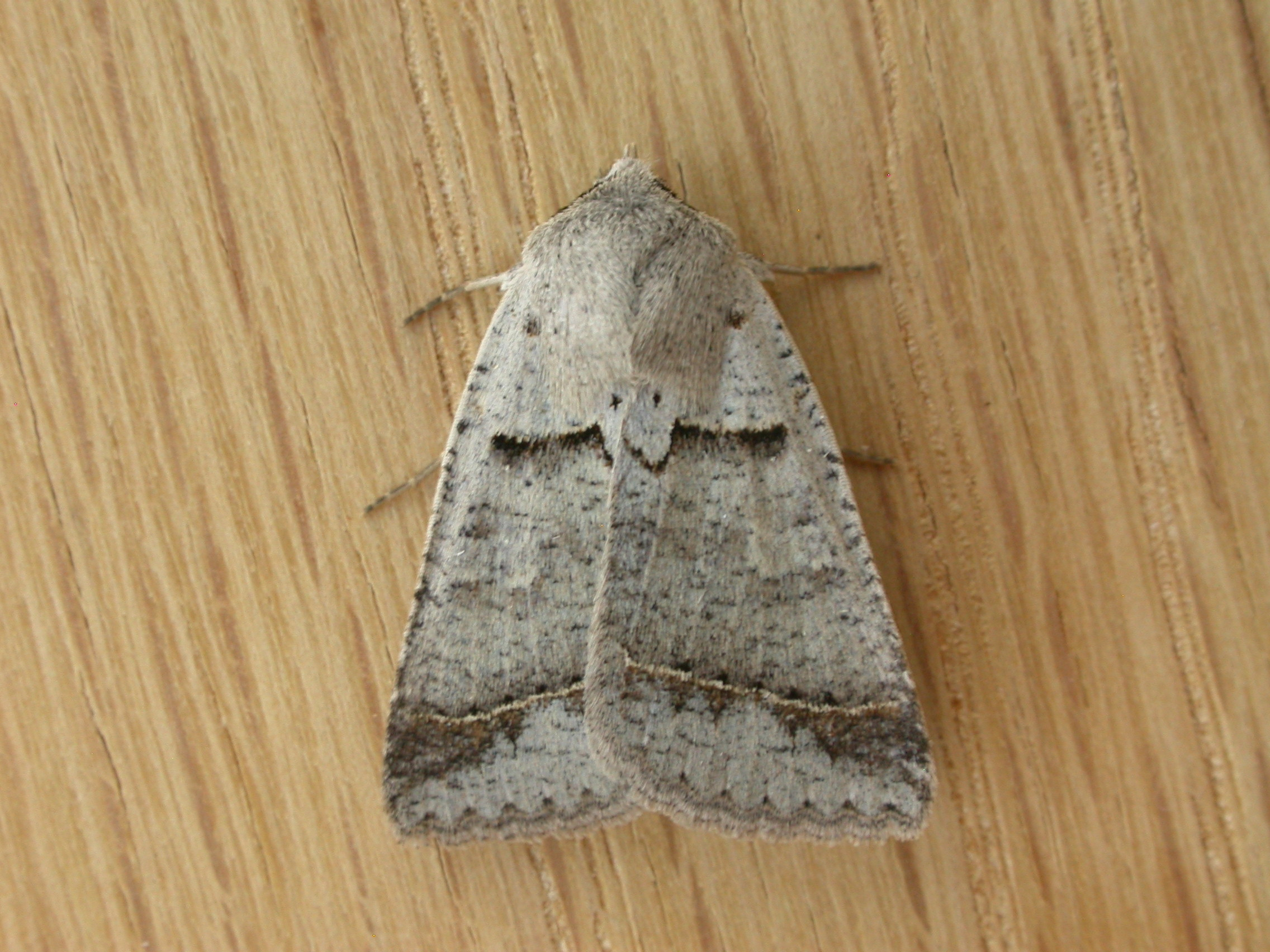
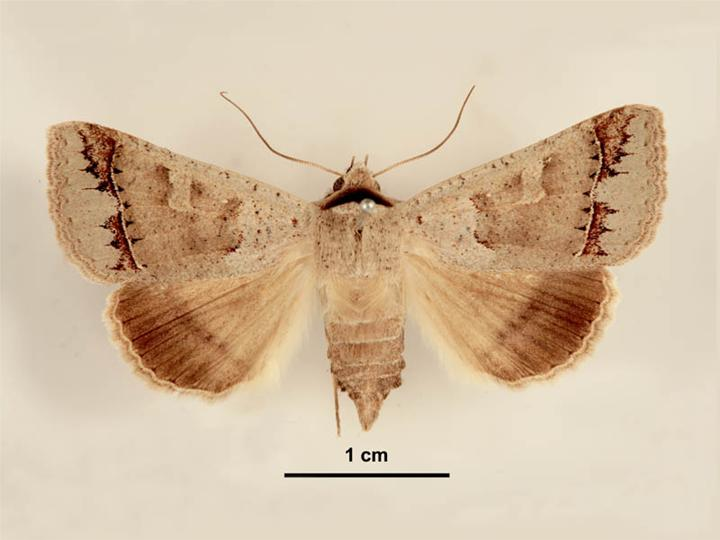